# Район Німеччини

Повіти Німеччини

Райо́н, або Пові́т (нім. Kreis, «округ»; нім. Landkreis, «земельний округ») — адміністративно-територіальна одиниця повітового рівня в Німеччині. Повітове об'єднання громад відповідно до німецького громадського права. У Північному Рейні-Вестфалії та Шлезвіг-Гольштейні називаються Kreis; у всіх інших частинах країни — Landkreis (земельний повіт). Принципи територіального управління діють після принципів комунального самоврядування.

## Опис
Усі ландкрайси Німеччини поділяють себе на кілька підпорядкованих громад (нім. Gemeinde). Кількість громад на один район дуже різна і становить від 6 громад в ландкрайсі Аммерланд (нім. Ammerland) (Нижня Саксонія) до 235 громад у ландкрайсі Бітбурґ-Прюм (нім. Bitburg-Prüm) (Рейнланд-Пфальц). При цьому не всі громади мають власне самоврядування. Для виконання управлінських функцій багато з них об'єдналося в «управлінські громади» (нім. Verwaltungsgemeinschaften). Вони мають різні визначення, властивості та компетенцію, залежно від федеральної землі. Особливим в Німеччині є регіон Ганновер. У ньому об'єднаний старий район Ганновер (нім. Landkreis Hannover) і місто Ганновер. При цьому Ганновер зберіг багато прав як місто окружного підпорядкування.

## Переклад
У XVIII — на початку XX століття німецьке Kreis традиційно перекладали українською як «повіт» (рос. уезд, пол. powiat). Після радянської адміністративної реформи в Україні 1923 року, коли повіти замінили районами, слово Kreis в радянській українській літературі стали частіше перекладати асоціативно як «район». З кінця XX століття слово «повіт» частіше використовується в краєзнавчій літературі. Посольство Німеччини в Україні використовує радянську манеру перекладу Kreis як «район».

## Історія
- Імперський округ (нім. Reichskreis) — адміністративно-територіальна одиниця вищого рівня у складі Священної Римської імперії (1500—1806). Відповідала регіону й об'єднувала кілька держав, областей і повітів.